# (34104) Jeremiahpate
2000 PY19 (asteroide 34104) é um asteroide da cintura principal. Possui uma excentricidade de 0.05694870 e uma inclinação de 8.92075º.
Este asteroide foi descoberto no dia 1 de agosto de 2000 por LINEAR em Socorro.